# Arielek
Arielek (Arielulus) – rodzaj ssaków z podrodziny mroczków (Vespertilioninae) w obrębie rodziny mroczkowatych (Vespertilionidae).

## Zasięg występowania
Rodzaj obejmuje gatunki występujące w południowej i południowo-wschodniej Azji.

## Morfologia
Długość ciała (bez ogona) 41–58 mm, długość ogona 33–46 mm, długość ucha 8,5–15 mm, długość tylnej stopy 7–10 mm, długość przedramienia 34,5–44,3 mm; masa ciała 4,3–17,3 g.

## Systematyka
Rodzaj zdefiniowała w 1987 roku para brytyjskich zoologów John Edwards Hill i David Lakin Harrison w artykule poświęconym baculum nietoperzy z rodziny mroczkowatych, opublikowanym na łamach Bulletin of the British Museum (Natural History). Na gatunek typowy autorzy wyznaczyli (oryginalne oznaczenie) arielka pozłacanego (A. circumdatus).

### Etymologia
Arielulus: w średniowiecznym folklorze Ariel był duchem, elfem lub sylfem; łac. przyrostek zdrabniający -ulus.

### Podział systematyczny
Opisany w 1987 jako podrodzaj w obrębie rodzaju Pipistrellus, a następnie przeniesiony do rodzaju Eptesicus. Uznany za odrębny rodzaj w 1999 roku. Do rodzaju należą następujące gatunki:
- Arielulus circumdatus (Temminck, 1840) – arielek pozłacany
- Arielulus societatis (J. Edwards Hill, 1972) – arielek towarzyski
- Arielulus cuprosus (J. Edwards Hill & Francis, 1984) – arielek miedziany